# Eyota
Eyota ist eine Stadt im Olmsted County in Minnesota, Vereinigte Staaten. Das U.S. Census Bureau hat bei der Volkszählung 2020 eine Einwohnerzahl von 2.006 ermittelt. Eyota gehört zum Schulbezirk Dover-Eyota.

## Geografie
Nach den Angaben des United States Census Bureaus hat die Stadt eine Fläche von 4,0 km², die vollständig auf Land entfallen.
Der südliche Zweig des Whitewater Rivers verläuft am nördlichen Rand der Stadt.
U.S. Highway 14 and Minnesota State Route 42 sind die beiden Hauptstraßen im Stadtgebiet. Interstate 90 führt unmittelbar südlich vorbei.

## Demografische Daten
Zum Zeitpunkt des United States Census 2000 bewohnten Eyota 1644 Personen. Die Bevölkerungsdichte betrug 409,5 Personen pro km². Es gab 614 Wohneinheiten, durchschnittlich 152,9 pro km². Die Bevölkerung Hoquiams bestand zu 98,36 % aus Weißen, 0,18 % Schwarzen oder African American, 0,12 % Native American, 0,43 % Asian, 0,06 % gaben an, anderen Rassen anzugehören und 0,85 % nannten zwei oder mehr Rassen. 0,43 % der Bevölkerung erklärten, Hispanos oder Latinos jeglicher Rasse zu sein.
Die Bewohner Eyotas verteilten sich auf 597 Haushalte, von denen in 44,6 % Kinder unter 18 Jahren lebten. 60,1 % der Haushalte stellten Verheiratete, 10,4 % hatten einen weiblichen Haushaltsvorstand ohne Ehemann und 23,5 % bildeten keine Familien. 19,4 % der Haushalte bestanden aus Einzelpersonen und in 7,4 % aller Haushalte lebte jemand im Alter von 65 Jahren oder mehr alleine. Die durchschnittliche Haushaltsgröße betrug 2,75 und die durchschnittliche Familiengröße 3,15 Personen.
Die Stadtbevölkerung verteilte sich auf 31,7 % Minderjährige, 8,2 % 18–24-Jährige, 30,8 % 25–44-Jährige, 20,2 % 45–64-Jährige und 9,1 % im Alter von 65 Jahren oder mehr. Das Durchschnittsalter betrug 32 Jahre. Auf jeweils 100 Frauen entfielen 92,3 Männer. Bei den über 18-Jährigen entfielen auf 100 Frauen 96,0 Männer.
Das mittlere Haushaltseinkommen in Eyota betrug 47.500 US-Dollar und das mittlere Familieneinkommen erreichte die Höhe von 53.036 US-Dollar. Das Durchschnittseinkommen der Männer betrug 36.548 US-Dollar, gegenüber 28.259 US-Dollar bei den Frauen. Das Pro-Kopf-Einkommen in Eyota war 18.471 US-Dollar. 3,2 % der Bevölkerung und 2,8 % der Familien hatten ein Einkommen unterhalb der Armutsgrenze, davon waren 3,5 % der Minderjährigen und 8,1 % der Altersgruppe 65 Jahre und mehr betroffen.

## Stadtverwaltung
Die Stadtverwaltung wird durch einen Bürgermeister und vier Stadträte gebildet. Die Amtszeit des Bürgermeisters beträgt jeweils zwei Jahre.

## Ortsname
Der Name „Eyota“ ist der Sprache der Ureinwohner entlehnt und hat die Bedeutung „superieur“. Nach einer Auslegung verdeutlicht dieser Name die Ansicht der ersten Siedler, dass das Land hier von guter Qualität ist und man hoffte, damit weitere Siedler anzuziehen. Eine andere Theorie bezieht sich darauf, dass der Ort höher als seine Umgebung liegt.